# Guaiuba
Guaiuba is een gemeente in de Braziliaanse deelstaat Ceará. De gemeente telt 23.853 inwoners (schatting 2009).
De gemeente grenst aan Pacatuba, Acarape, Maranguape, Horizonte en Pacajus.

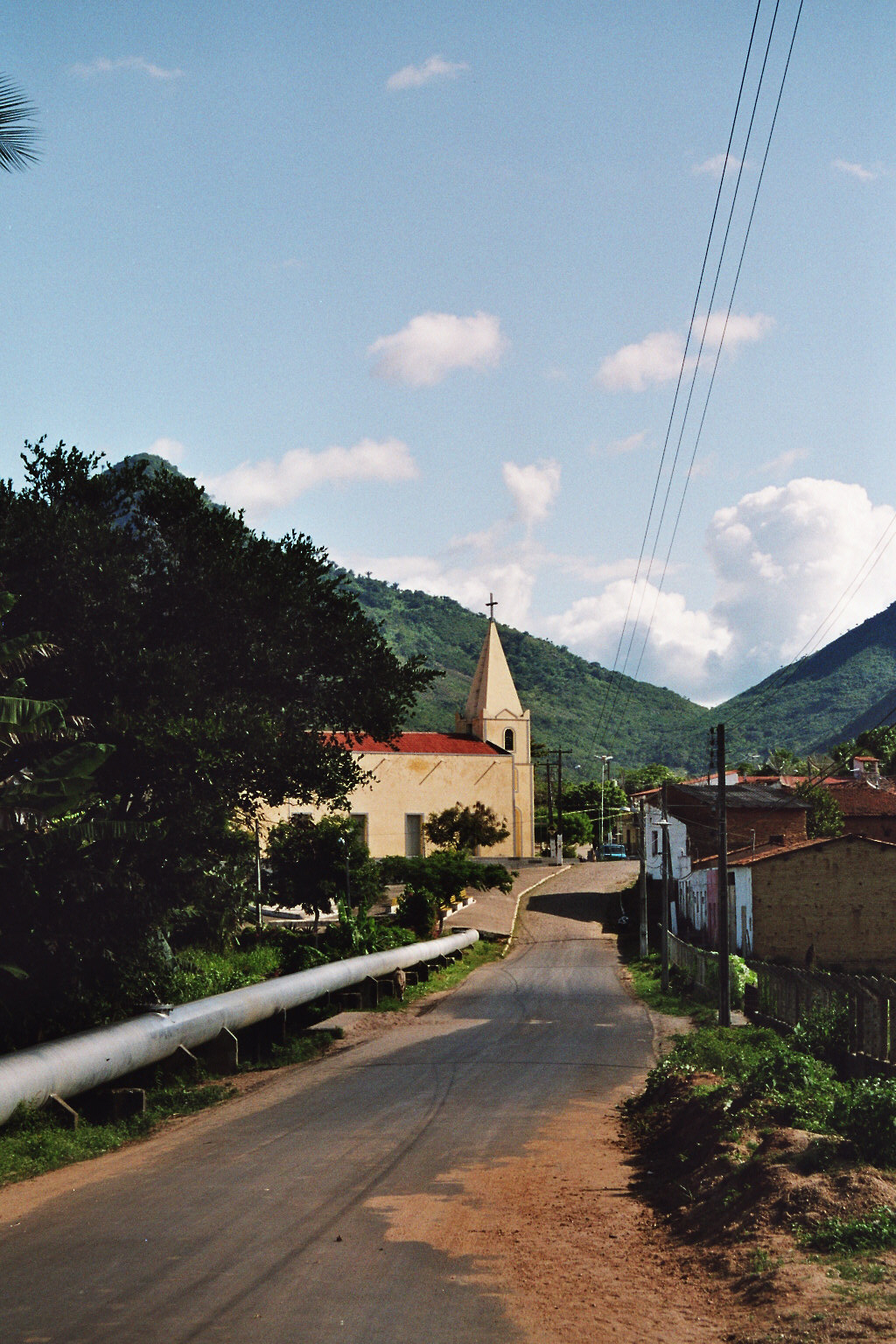
Itacima